# Die Heiratsfalle (1915)
Die Heiratsfalle è un cortometraggio muto del 1915 diretto da Hubert Moest che ha come protagonista l'attrice Hedda Vernon che, all'epoca, era sposata con il regista.

## Produzione
Il film fu prodotto da Franz Vogel per la Eiko-Film GmbH (Berlin).

## Distribuzione
Con un visto di censura dell'aprile 1915 che ne proibiva la visione ai giovani, il film - un cortometraggio in una bobina - uscì nelle sale cinematografiche tedesche il 21 maggio 1915.